# Alvin W. Gouldner
 (juin 2010).
Si vous disposez d'ouvrages ou d'articles de référence ou si vous connaissez des sites web de qualité traitant du thème abordé ici, merci de compléter l'article en donnant les références utiles à sa vérifiabilité et en les liant à la section « Notes et références ».
Alvin Ward Gouldner, né le 29 juillet 1920 à New York et mort le 15 décembre 1980, a été successivement professeur de sociologie à l'université Washington de Saint-Louis de 1959 à 1967, à l'université de Buffalo de 1967 à 1972, président de la Society for the Study of Social Problems en 1962, professeur de sociologie à l'université d'Amsterdam de 1972 à 1976 et professeur puis titulaire de la chaire Max Weber à l'université de Washington (à partir de 1967).

## Carrière
Ses premiers travaux tels que Patterns in Industrial Bureaucracy (Modèle de bureaucratie industrielle) peuvent être vus comme un travail important en sociologie parce qu'il a travaillé à l'intérieur des champs existants de la sociologie mais a adopté les principes de la sociologie critique (ou réflexive). Le travail pour lequel il est le plus connu est sans conteste Anti-Minotaur : The Myth of Value Free Sociology, où il déclarait que la sociologie ne pourrait jamais faire preuve d'objectivité et que Max Weber, lui-même, n'avait jamais eu l'intention d'en faire.
On se souvient aussi de lui pour son ouvrage paru en 1970, The Coming Crisis of Western Sociology. Il développait dans cet ouvrage l'idée que la sociologie devait se détourner de la production des grandes vérités objectives et comprendre la nature subjective de la sociologie et de la connaissance en général. Il insiste aussi sur le fait que les productions sociologiques (comme les productions de connaissances) sont éminemment dépendantes de leur contexte. Ainsi, il brosse un panorama de la discipline sociologique en montrant que les théories dominantes à certains moments sont liés à des contextes idéologiques différents. Ces grandes théories dominantes ont le plus souvent pour but de légitimer le pouvoir en place dans la société. Dans cet ouvrage, il s'intéresse principalement à la sociologie de Talcott Parsons, pour lui, sociologie de légitimation de la société américaine des années 1930, 1940 et 1950.

## Source
- (en) Cet article est partiellement ou en totalité issu de l’article de Wikipédia en anglais intitulé « Alvin Ward Gouldner » (voir la liste des auteurs).